# Springbrook (Alberta)
Pour les articles homonymes, voir Springbrook (homonymie).
Springbrook est un hameau (hamlet) du comté de Red Deer, situé dans la province canadienne d'Alberta.

## Démographie
En tant que localité désignée dans le recensement de 2011, Springbrook a une population de 1 079 habitants dans 378 de ses 408 logements, soit une variation de 12.9% par rapport à la population de 2006. Avec une superficie de 5,309 3 km2, le hameau possède une densité de population de 203,228 3 hab/km2 en 2011.
Concernant le recensement de 2006, Springbrook abritait 956 habitants dans 326 de ses 330 logements. Avec une superficie de 5,309 2 km2, le hameau possédait une densité de population de 180,1 hab/km2 en 2006.